# Iosif Nagy (atlet)
Iosif Nagy, ortografiat uneori Iosif Naghi sau József Nagy, (n. 20 noiembrie 1946, Târgu Mureș, România – d. 20 martie 2018) a fost un atlet român, specializat în aruncarea discului.

## Carieră
Prima lui performanță notabilă a fost medalia de bronz la Jocurile Europene de Tineret din 1964. În 1971 el a participat la Campionatul European de la Helsinki. De două ori a participat la Jocurile Olimpice, în 1976 la Montreal și în 1980 la Moscova. La Campionatul European din 1982 a ocupat locul 8 și la Campionatul Mondial din 1983 s-a clasat pe locul 19.
Discobolul a fost multiplu campion național și  de șase ori a cucerit medalia de aur la Jocurile Balcanice. În anul 1983 a stabilit recordul național cu o aruncare de 68,12 m.

## Realizări
| An   | Competiție                   | Locație                    | Loc | Note  |
| ---- | ---------------------------- | -------------------------- | --- | ----- |
| 1964 | Jocurile Europene de Tineret | Varșovia, Polonia          | 3   | 50,54 |
| 1971 | Campionatul European         | Helsinki, Finlanda         | 14  | 57,58 |
| 1976 | Jocurile Olimpice            | Montreal, Canada           | 22  | 57,28 |
| 1980 | Jocurile Olimpice            | Moscova, Uniunea Sovietică | 14  | 59,34 |
| 1982 | Campionatul European         | Atena, Grecia              | 8   | 60,56 |
| 1983 | Campionatul Mondial          | Helsinki, Finlanda         | 19  | 58,34 |

## Recorduri personale
| Probă | Performanță | Dată        | Locație  |
| ----- | ----------- | ----------- | -------- |
| Disc  | 68,12 m RN  | 22 mai 1983 | Zaragoza |